# Iroppoi Jirettai
Singles de Morning Musume
Osaka Koi no Uta
(2005) Chokkan 2 ~Nogashita Sakana wa Ōkiizo!~
(2005)
Iroppoi Jirettai (色っぽい じれったい, "Impatience sexy") est le 27e single du groupe féminin de J-pop Morning Musume, sorti le 3 août 2005 au Japon sur le label zetima.

## Présentation
Le single est écrit et produit par Tsunku. Il atteint la 4e place du classement Oricon, et reste classé pendant 5 semaines, pour un total de 82 200 exemplaires vendus durant cette période. Il sort également dans une édition limitée avec une pochette différente et cinq cartes photo en supplément, ainsi qu'au format "single V" (DVD).
C'est le premier single avec la nouvelle membre de la "7e génération", Koharu Kusumi. C'est aussi le premier single sans Mari Yaguchi qui a démissionné du groupe en avril précédent, et sans Rika Ishikawa qui a quitté le groupe en mai précédent pour se consacrer à son trio V-u-den. C'est donc le premier single sans aucun membre des trois premières "générations". La chanson-titre figurera sur le septième album du groupe, Rainbow 7 de 2006.

## Formation
Membres du groupe créditées sur le single :
- 4e génération : Hitomi Yoshizawa
- 5e génération : Ai Takahashi, Asami Konno, Makoto Ogawa, Risa Niigaki
- 6e génération : Miki Fujimoto, Eri Kamei, Sayumi Michishige, Reina Tanaka
- 7e génération (début)  : Koharu Kusumi

## Titres
Single CD
1. Iroppoi Jirettai (色っぽい じれったい?, "Impatience Sexy")
2. Ai to Taiyō ni Tsutsumarete (愛と太陽に包まれて?, "Enveloppé par l'amour et le soleil")
3. Iroppoi Jirettai (Instrumental) (色っぽい じれったい...?)

Single V (DVD)
1. Iroppoi Jirettai (色っぽい じれったい?)
2. Iroppoi Jirettai (Dance Shot Ver.) (色っぽい じれったい...?)
3. Making Eizô (メイキング映像?)